# Municipio de Adams (Illinois)
El municipio de Adams (en inglés: Adams Township) es un municipio ubicado en el condado de LaSalle en el estado estadounidense de Illinois. En el año 2010 tenía una población de 1646 habitantes y una densidad poblacional de 19,2 personas por km².

## Geografía
El municipio de Adams se encuentra ubicado en las coordenadas 41°35′4″N 88°45′53″O / 41.58444, -88.76472. Según la Oficina del Censo de los Estados Unidos, el municipio tiene una superficie total de 85.74 km², de la cual 85.74 km² corresponden a tierra firme y (0%) 0 km² es agua.

## Demografía
Según el censo de 2010, había 1646 personas residiendo en el municipio de Adams. La densidad de población era de 19,2 hab./km². De los 1646 habitantes, el municipio de Adams estaba compuesto por el 98% blancos, el 0.12% eran afroamericanos, el 0.24% eran amerindios, el 0.06% eran asiáticos, el 0.06% eran isleños del Pacífico, el 0.49% eran de otras razas y el 1.03% pertenecían a dos o más razas. Del total de la población el 4.74% eran hispanos o latinos de cualquier raza.